# Calanca (kommun)
Calanca är en kommun i den italienskspråkiga regionen Moesa i den schweiziska kantonen Graubünden. Kommunen har 211 invånare (2023).
Den bildades 2015 genom sammanslagning av de tidigare kommunerna Arvigo, Braggio, Cauco och Selma. Namnet är givet efter dalen Val Calanca. Administrativ huvudort är Arvigo.